# 里奇韋 (肯塔基州)
里奇韋（英語：Ridgeway）是位於美國肯塔基州哈倫縣的一個非建制地區。

## 地理
里奇韋所處的海拔為高於海平面427米（即1408英呎），而該地所採用的時區為UTC-5，即北美東部時區（EST）。同時該地設有夏令時間，為UTC-5調快一小時，即UTC-4（EDT）。